# Schafflund
Schafflund (północnofryz. Schaflün, duń. Skovlund) – miejscowość i gmina w Niemczech w kraju związkowym Szlezwik-Holsztyn, w powiecie Schleswig-Flensburg, siedziba urzędu Schafflund.